# Islamisches Institut Imam al-Buchārī

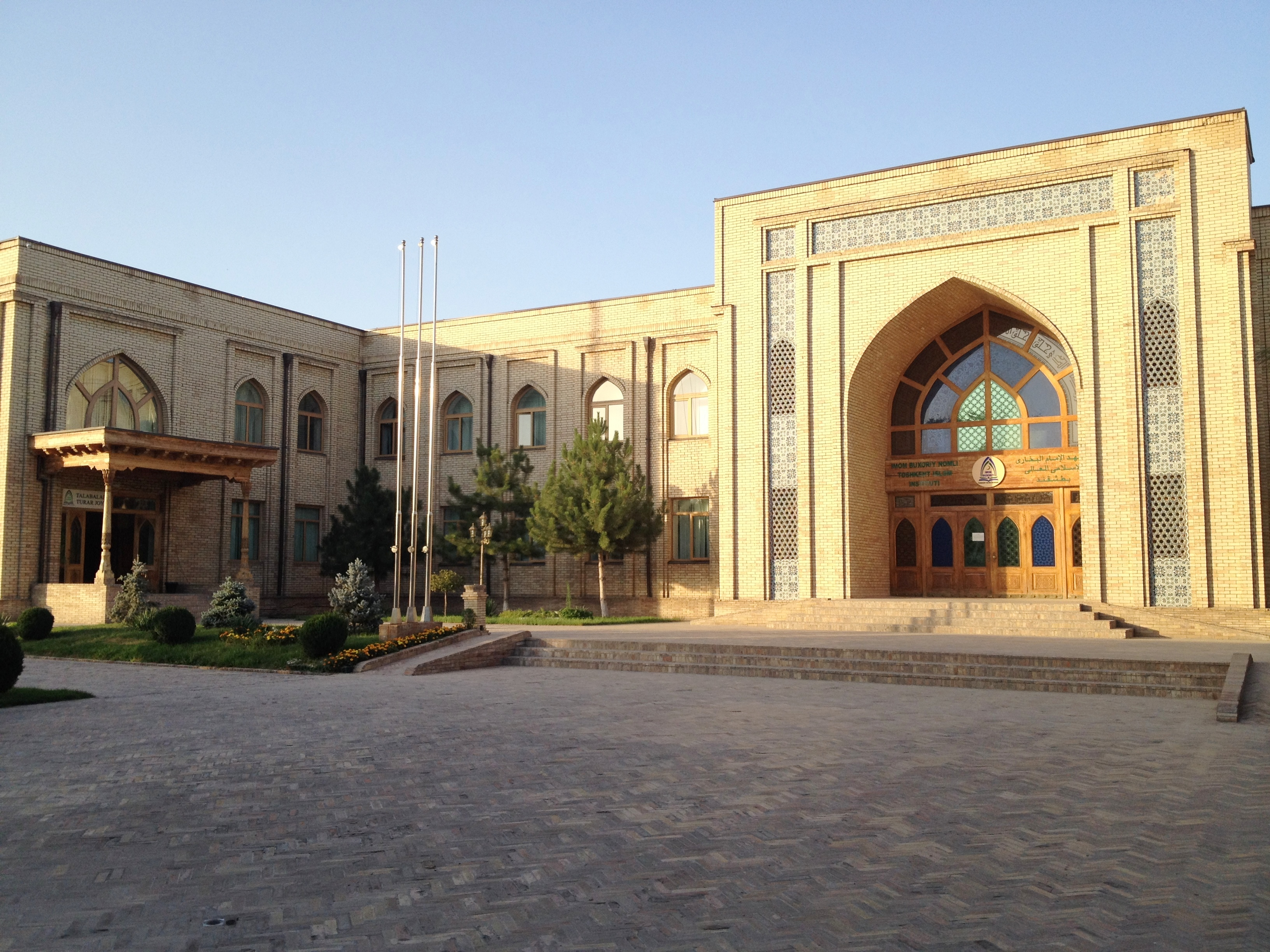
Islamisches Institut Imam al-Buchārī in Taschkent (Usbekistan)

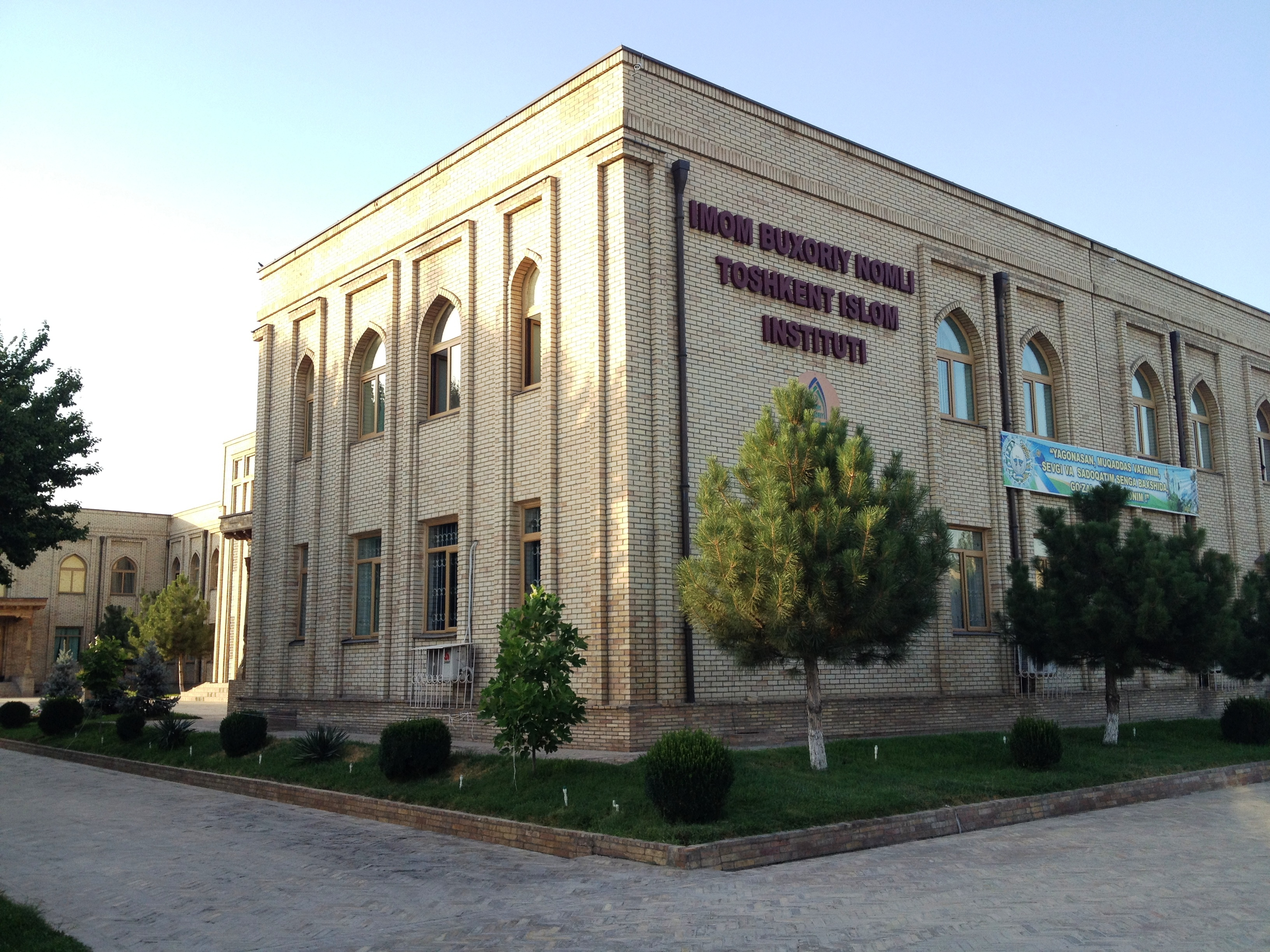
Imom Buxoriy nomli Toshkent islom instituti (usbekische Aufschrift des Institutsnamens auf einem Gebäude des Instituts)

Das Islamische Institut Imam al-Buchārī (usbekisch: Imom Buxoriy nomli Toshkent islom instituti) in Taschkent (Usbekistan) ist eine höhere islamische Bildungseinrichtung, die 1971 von dem religiösen Führer, Prediger und Gelehrten Scheich Ziyovuddinxon ibn Eshon Boboxon in der damaligen Sowjetunion gegründet wurde. Das Institut ist nach dem Gelehrten al-Buchārī benannt.
An ihm haben viele namhafte  islamische Gelehrte, Muftis und Ulemas der Gemeinschaft Unabhängiger Staaten ihre religiöse Bildung erworben, wie zum Beispiel Muhammad Sodiq Muhammad Yusuf, Achmad Kadyrow, Umar Idrissow, Allahşükür Paşazadə und andere.
Scheich Abdulaziz Mansur ist sein Rektor.

## Absolventen
- Scheich Muhammad Sodiq Muhammad Yusuf (1952–2015), Vorsitzender und Mufti der Geistlichen Verwaltung der Muslime in Zentralasien und Kasachstan
- Scheichülislam Allahşükür Paşazadə (geb. 1949)
- Achmad Kadyrow (Mufti von Tschetschenien-Itschkerien und später Präsident der Republik Tschetschenien).
- Umar Idrisow, Vorsteher der Zentralen Geistlichen Verwaltung der Oblast Nischni Nowgorod (DUMNO) und damit der Mufti von Nischni Nowgorod